# マルティ・リベロラ・バタレル
マルティ・リベロラ・バタジェル（Martí Riverola Bataller, 1991年1月26日 - ）は、スペイン・バルセロナ出身のサッカー選手。FCアンドラ所属。ポジションはMF。

## 経歴
1991年にカタルーニャ州バルセロナ県バルセロナで生まれる。6歳になった1997年、FCバルセロナの下部組織の入り口ともいえるフットボールスクールへ加入した。1999年、8歳の時に正式に下部組織に加入。以後バルセロナの下部組織全カテゴリーに所属し、2009年にはリザーブチームであるFCバルセロナBに昇格した。昇格後はプレシーズンにトップチームがアジア遠征を行った際これに帯同するなどしたが、2009-10シーズンはトップチームの公式戦に出場することなく、バルセロナBの選手としてシーズンを終えている。
2010-11シーズンも当初はBチームに所属していたが、4試合の出場に留まる。2011年1月になってオランダ・エールディヴィジのSBVフィテッセ・アーネムに期限付き移籍した。期限付き移籍後の2010-11シーズンはフィテッセのトップチームの一員として、15試合に出場しゴールも決めている。2011年6月末までフィテッセに所属したのち、移籍期間の終了と同時にバルセロナに復帰し、再びBチームの所属となっている。
2011年12月6日、UEFAチャンピオンズリーググループリーグのFC BATEボリソフ戦においてトップチームデビューを果たしたが、
それが最初で最後の出場となり、2012年夏にボローニャFCへ完全移籍した。
2018年8月17日、セグンダ・ディビシオンBのUDイビサと契約し母国復帰となった。

## 人物
スクールに入ってから全カテゴリーを経験しているのは下部組織が充実しているFCバルセロナでも珍しい例であり、トップチームのジョゼップ・グアルディオラ監督も「彼はクラブ全体の成功例である」と言及している。

## タイトル
フォッジャ
- レガ・プロ : 2016-17
- コッパ・イタリア・レガ・プロ : 2015-16

## 個人成績
| 年度                 | クラブ               | リーグ               | 背番号               | リーガ | リーガ | 国王杯 | 国王杯 | UEFA CL | UEFA CL | その他 | その他 | シーズン通算 | シーズン通算 |
| 年度                 | クラブ               | リーグ               | 背番号               | 出場   | 得点   | 出場   | 得点   | 出場    | 得点    | 出場   | 得点   | 出場         | 得点         |
| -------------------- | -------------------- | -------------------- | -------------------- | ------ | ------ | ------ | ------ | ------- | ------- | ------ | ------ | ------------ | ------------ |
| 2009-10              | バルセロナB          | セグンダB            | -                    | 2      | 0      | —      | —      | —       | —       | —      | —      | 2            | 0            |
| 2010-11              | バルセロナB          | セグンダ             | 22                   | 4      | 0      | —      | —      | —       | —       | —      | —      | 4            | 0            |
| 2010-11              | フィテッセ           | エールディヴィジ     | 20                   | 15     | 2      | —      | —      | —       | —       | —      | —      | 15           | 2            |
| エールディヴィジ通算 | エールディヴィジ通算 | エールディヴィジ通算 | エールディヴィジ通算 | 15     | 2      | —      | —      | —       | —       | —      | —      | 15           | 2            |
| セグンダ通算         | セグンダ通算         | セグンダ通算         | セグンダ通算         | 4      | 0      | —      | —      | —       | —       | —      | —      | 4            | 0            |
| セグンダB通算        | セグンダB通算        | セグンダB通算        | セグンダB通算        | 2      | 0      | —      | —      | —       | —       | —      | —      | 2            | 0            |